# Dzień dwunastu katastrof
Dzień dwunastu katastrof lub 12 świątecznych katastrof (ang. 12 Disasters of Christmas) – amerykańsko-kanadyjski film science fiction z 2012 roku w reżyserii Stevena R. Monroego. Wyprodukowany przez Cinetel Films.
Premiera filmu miała miejsce 8 grudnia 2012 roku na amerykańskim kanale Syfy.

## Fabuła
Wigilia. Na niebie pojawia się tajemnicza gwiazda. Okazuje się, że zwiastuje katastrofę. Wkrótce zaczynają dziać się dziwne rzeczy. Osiemnastoletnia Jacey (Magda Apanowicz) jako jedyna może powstrzymać armagedon. Razem z ojcem Josephem (Ed Quinn) szuka wskazówek w starej księdze przepowiedni Majów.

## Obsada
- Ed Quinn jako Joseph
- Magda Apanowicz jako Jacey
- Holly Elissa jako Mary
- Ryan Grantham jako Peter
- Andrew Airlie jako Jude
- Scarlett Bruns jako Gayle
- Roark Critchlow jako Kane
- Kaj-Erik Eriksen jako Aaron
- Greg Kean jako szeryf
- Brenna O’Brien jako Elizabeth
- Donnelly Rhodes jako Grant